# Benjamín Victorica
Benjamín Victorica (Buenos Aires, 14 de septiembre de 1831 - ibídem, 27 de enero de 1913) fue un abogado y militar argentino con actuación en la política argentina de la década de 1880 y 1890, y que alcanzó el grado de general de brigada.
Se desempeñó como diputado nacional, senador nacional (1863–1871), ministro de Guerra y Marina bajo las presidencias de Santiago Derqui (1860–1861) y Julio A. Roca (1880–1886), y miembro de la Corte Suprema de Justicia (1887–1892) nombrado por el presidente Miguel Juárez Celman con acuerdo del Senado, de la que fue presidente hasta su jubilación en 1892.

## Carrera
El vicepresidente Salvador María del Carril lo designó secretario de guerra del presidente Justo José de Urquiza, de quien fue un gran colaborador. Como secretario redactó el parte de la batalla de Cepeda. Por sus servicios, Carril lo nombró coronel del Ejército Nacional el 2 de enero de 1860. Luego ocupó el cargo de ministro de Guerra y Marina bajo la presidencia de Santiago Derqui. De nuevo fue secretario de guerra de Urquiza en la batalla de Pavón.
En 1865 estaba como jefe de Estado Mayor del cuerpo de ejército de la provincia de Entre Ríos bajo el mando del brigadier Urquiza.
En 1874 fue vicepresidente del Consejo Nacional de Educación y en 1869 senador nacional.
En 1880 asumió nuevamente como ministro de Guerra y Marina, con la presidencia de Julio Argentino Roca. El 27 de septiembre de 1883 fue ascendido a general de brigada, y como ministro comandó la campaña del Chacho central y austral en 1884.

### Campaña del Chaco
Participó en la Guerra de la Triple Alianza como secretario de Guerra, en las campañas posteriores a la Conquista del Desierto como ministro de Guerra, y comandó la llamada Conquista del Chaco (1881–1884), una guerra contra los pueblos originarios que habitaban la región chaqueña austral, con el fin de anexar esos territorios a la Nación Argentina. En esta incursión fundó dos de los primeros pueblos de la futura provincia del Chaco: Puerto Bermejo y Presidencia Roca.
En la fundación de esta última tuvo lugar un célebre hecho, cuando para coronar el acto de fundación resolvió incrustar en el mástil que sostenía la bandera la cabeza del cacique kom (toba) Yaloschi, quien había asolado las poblaciones blancas de la zona, frente a los soldados y a los propios indígenas que participaron del acto.
En su diario Victorica explicó:

Para saludar el estandarte nacional de la expedición, terminada nuestra campaña, le enastamos en la lanza sangrienta del último cacique toba que pagó con su vida el delito de haber asaltado a uno de nuestros soldados
Diario de Benjamín Victorica

## Actuación posterior
Desde 1887 hasta 1894 fue presidente de la Corte Suprema de Justicia de la Nación nombrado por el presidente Miguel Juárez Celman. Fue nuevamente ministro de Guerra y Marina bajo la presidencia de Luis Sáenz Peña.
En 1894 fue miembro de la Academia de Derecho bajo el decanato de Amancio Alcorta. La ciudad de Victorica fundada en 1882, en la provincia de La Pampa, tiene su origen en el Fuerte General Benjamín Victorica, llamado así en su honor, entonces a cargo del Ministerio de Guerra.
Perteneció a la llamada Generación del 80.